# Solomon Wolf Golomb
Solomon Wolf Golomb (30 de maio de 1932, Baltimore – 1 de maio de 2016) foi um matemático e engenheiro americano. Golomb foi professor de Engenharia Elétrica da Universidade do Sul da Califórnia. Especialista em problemas de análise combinatória, teoria dos números e códigos (código de Golomb).

## Conquistas
Golomb, graduado pela escola secundária do Baltimore City College, recebeu seu diploma de bacharel da Universidade Johns Hopkins e mestrado e doutorado em matemática pela Universidade de Harvard em 1957 com uma dissertação sobre "Problemas na distribuição dos números primos".
Enquanto trabalhava na Glenn L. Martin Company, ele se interessou pela teoria da comunicação e começou seu trabalho em seqüências de registradores de deslocamento. Ele passou seu ano Fulbright na Universidade de Oslo e depois ingressou no Jet Propulsion Laboratory da Caltech, onde pesquisou comunicações militares e espaciais. Ele se juntou ao corpo docente da USC em 1963 e foi premiado com mandato completo dois anos depois.
Golomb foi pioneiro na identificação das características e méritos das sequências de registradores de deslocamento de comprimento máximo,  também conhecidas como sequências pseudo-aleatórias ou pseudoruído, que possuem extensas aplicações militares, industriais e de consumo. Hoje, milhões de telefones celulares e sem fio empregam espectro de dispersão de sequência direta pseudo-aleatória implementado com sequências de registro de deslocamento. Seus esforços fizeram da USC um centro de pesquisa em comunicação.
Golomb foi o inventor da codificação de Golomb, uma forma de codificação de entropia. As réguas de Golomb, usadas na astronomia e na criptografia de dados, também são nomeadas em sua homenagem, pois é uma das principais técnicas de geração de matrizes Costas, o método de geração Lempel-Golomb.
Ele era um colunista regular, escrevendo a Coluna de Quebra-cabeças de Golomb no Boletim da Sociedade da Informação do IEEE. Ele também era um colaborador frequente da coluna Mathematical Games da Scientific American (a coluna fez muito para divulgar suas descobertas sobre poliominós e pentominós) e um participante frequente das conferências Gathering 4 Gardner. Entre suas contribuições para a matemática recreativa estão Répteis. Ele também contribuiu com um quebra-cabeça para cada edição da Johns Hopkins Magazine, uma publicação mensal de sua alma mater de graduação, para uma coluna chamada "Golomb's Gambits", e foi um colaborador frequente deWord Ways: The Journal of Recreational Linguistics.

## Publicações selecionadas
- Golomb, Solomon; Gong, Guang (2005). Signal Design for Good Correlation. [S.l.]: Cambridge University Press. ISBN 0-521-82104-5
- Golomb, Solomon (1996). Polyominoes 2nd ed. [S.l.]: Princeton University Press. ISBN 0-691-02444-8
- Golomb, Solomon (2017). Shift Register Sequences 3rd ed. [S.l.]: World Scientific. doi:10.1142/9361
- Golomb, Beatrice; Gong, Guang; Hales, Alfred, eds. (2023). The Wisdom of Solomon: The Genius and Legacy of Solomon Golomb. [S.l.]: World Scientific. ISBN 978-981-123-436-1. doi:10.1142/12211  Este livro contém algumas obras de Solomon Golomb que antes eram difíceis de encontrar.